# Philotrypesis similis
Philotrypesis similis är en stekelart som beskrevs av Baker 1913. Philotrypesis similis ingår i släktet Philotrypesis och familjen fikonsteklar. Inga underarter finns listade i Catalogue of Life.